# Notoxus bifasciatus
Notoxus bifasciatus là một loài bọ cánh cứng trong họ Anthicidae. Loài này được LeConte miêu tả khoa học năm 1852.